# Balep
Balep (tiếng Tạng tiêu chuẩn: བག་ལེབ།) là một loại bánh mì Tây Tạng. Ngoài ra còn có các loại bánh mì "balep" và bánh chiên khác của ẩm thực Tây Tạng, bao gồm:
- Amdo Balep một loại bánh mì tròn từ vùng Amdo.
- Sha balep (ཤ་ བག་ ལེབ) là bánh nướng thịt bò chiên
- Numtrak balep là bánh mì chiên giòn
- Balep korkun một chiếc bánh mì áp chảo
- Shamey balep là bánh chiên